# Navy CIS: L.A.
Navy CIS: L.A. (Originaltitel: NCIS: Los Angeles) war der erste Ableger der US-amerikanischen Fernsehserie Navy CIS und die dritte Serie im Serienuniversum von JAG – Im Auftrag der Ehre. Sie spielte im selben Serienuniversum wie Hawaii Five-0, da sowohl Kensi Blye als auch G. Callen und Sam Hanna dort als Agenten des NCIS Los Angeles auftauchen und die Ermittlungen unterstützen. Auch die Serie Scorpion schließt sich dem Serienuniversum an, wobei Henrietta Lange dem Scorpion-Team in einem NCIS-Gebäude mit Rat und Tat hilft.
Im März 2022 wurde die Serie um eine finale vierzehnte Staffel verlängert, wobei das Finale am 21. Mai 2023 ausgestrahlt wurde.

## Handlung
Handlungsträger ist ein Team einer Undercovereinheit in Los Angeles, die dem Naval Criminal Investigative Service (NCIS) angehört. Die Hauptrollen sind G. Callen und Sam Hanna. Callen, der von seinem Vornamen lange nur wusste, dass er mit G anfängt, ist berüchtigt für seine Undercovereinsätze und arbeitet beim NCIS mit dem ehemaligen Navy SEAL Sam Hanna zusammen, der – auch wegen seiner fließenden Kenntnisse der arabischen Sprache – als Experte für den Nahen Osten gilt. Unterstützung bekommen Callen und Hanna von den Special Agents Kensi Blye und Dominic Vail, dem Techniker Eric Beal und dem Psychologen Nate „Doc“ Getz, wobei Vail neu zum Team hinzugestoßen ist. Geleitet wird die Einheit von Henrietta „Hetty“ Lange. Im Laufe der ersten Staffel scheidet der Charakter des Dominic Vail aus der Serie aus. Neu hinzu kommt Marty Deeks, ein Detective des LAPD.

### Staffel 1
Nachdem Callen im Backdoor-Pilot von Navy CIS niedergeschossen wurde, kehrt er zum NCIS-Team in Los Angeles zurück und nimmt seine Arbeit als Undercover-Agent wieder auf. In der ersten Staffel werden überwiegend Undercovereinsätze durchgeführt, die aufgrund eines Mordes oder Terrorverdachts entstehen. In der dreizehnten Folge verschwindet Agent Vail spurlos. Trotz intensiver Suche finden die Agenten keine Spur. Erst in Folge 21 (Im Herzen der Stadt / Found) taucht Vail in Gefangenschaft von Terroristen wieder auf und wird beim Versuch, ihn zu befreien, erschossen. Des Weiteren ist Callen auf der Suche nach seiner Vergangenheit und seinem Vornamen.

### Staffel 2
Staffel zwei beginnt da, wo Staffel eins endete: auf dem Friedhof. Callen besucht das Grab seiner Schwester und wird dort von jemandem fotografiert. Er verfolgt denjenigen, verliert ihn allerdings auf dem Dach eines Kaufhauses. Er wacht auf, denn er träumte nur, was kurze Zeit vorher geschah. Der als „Verbindungsmann zur Polizei“ zum Team gestoßene Deeks ist bei einem Undercovereinsatz für das LAPD einige Zeit verschwunden, nachdem der Wagen seiner Partnerin explodierte und diese dabei ums Leben kam. Außerdem wird in der Folge Der Schmuck der Königin ein weiterer Charakter eingeführt: die Nachrichtenanalystin Nell Jones, welche fortan mit dem technischen Leiter Eric Beale zusammenarbeitet. Im Verlauf der Staffel gibt es immer wieder Folgen, die sich mehr auf die Vergangenheit eines Teammitglieds konzentrieren. Am Ende der Staffel kündigt Hetty und Lauren Hunter wird als neue Chefin vorgestellt. Das Team findet heraus, dass Hetty auf einer Mission in Rumänien ist, um mehr über Callens Vergangenheit zu erfahren.

### Staffel 3
Callen und sein Team können Hetty aus den Fängen der rumänischen Familie Comescu befreien. Zurück in Los Angeles bleibt sie vorerst zu Hause und beobachtet das Team aus der Ferne. In dieser Zeit vertritt Lauren Hunter Hettys Position. Als Hunter eine Undercoveroperation in Europa antritt, übernimmt Hetty wieder ihren Posten in der Zentrale.
Im Verlauf der Staffel setzt Direktor Vance einen Assistant Director ein: Owen Granger. Dieser überwacht das Team um Callen sowie Hetty von nun an und setzt dabei strenge Maßstäbe. Dabei nimmt er auch Kensi unter die Lupe, die auf der Suche nach der Wahrheit über den Tod ihres Vaters selbst erst in das Visier von Granger und dann in das eines kaltblütigen Mörders gerät. Im Staffelfinale taucht ein alter Feind von Callen wieder auf: das Chamäleon. Dieser tötet zuerst Special Agent Mike Renko und später Lauren Hunter, die auf einmal wieder auftaucht. Des Weiteren hält er einen NSA-Agenten als Geisel gefangen. Im Austausch verlangt er seine Freiheit sowie fünfzig Millionen US-Dollar. Als Granger darauf eingeht und die Übergabe stattfindet, erschießt Callen eiskalt seinen Erzfeind. Er wird daraufhin verhaftet und Hetty reicht erneut ihre Kündigung ein.

### Staffel 4
Staffel 4 setzt da an, wo Staffel 3 aufgehört hat: nach der „Erschießung“ des Chamäleons. Im Verlauf der ersten Folge wird enthüllt, dass alles nur gestellt war und Janvier wird an die Iraner ausgeliefert. Diese trennen ihm im Verlauf der Staffel eine Hand ab, wie im Finale zu sehen ist. In der Weihnachtsfolge Die Spinatspur kommt es zum Kuss zwischen Nell und Eric unter dem Mistelzweig, als Nell Eric dazu überreden will, ein Elfenkostüm zu tragen. Sams Ehefrau Michelle alias „Quinn“ wird in einer Doppelfolge vorgestellt. Sie und Sam ermitteln in mehreren Folgen gegen Isaak Sidirov und suchen gestohlene Nuklearbomben. Kensi und Deeks kommen sich im Verlauf der Staffel auch näher. Deeks stellt fest, dass Kensi nach „Sonnenschein und Schießpulver“ duftet und dass das zwei seiner Lieblingsdinge sind. Im Staffelfinale küssen sich die beiden schließlich, kurz bevor Deeks und Sam gefangen genommen und gefoltert werden. Michelle wird von zwei Russinnen angegriffen und Callen findet heraus, dass das Chamäleon Sam verraten hat.

### Staffel 5
Zu Beginn von Staffel 5 muss Kensi Michelle aus den Fängen der Russinnen befreien. Kensi und Granger erfahren den Aufenthaltsort von Deeks und Sam und können diese mit Hilfe von Sams Frau schließlich befreien. Das NEST-Team stellt die Bomben sicher und das Chamäleon landet im Gefängnis.
In der zweiten Folge spricht Nate mit Sam und Deeks über ihr Trauma und beide können schließlich zurück zur Arbeit kommen. Auch Deeks, der Schlafstörungen hat, die durch die Anwesenheit von Kensi an einem Abend behoben werden, kommt zurück. Deeks’ traumatische Erlebnisse und der Kuss bringen die beiden näher zusammen, bis es schließlich erst zu einem Date und dann zu einer Nacht bei Deeks zu Hause führt. Allerdings wird Kensi nur einen Tag später nach Afghanistan beordert, um dort ein Ziel auszuschalten, das sich allerdings als ein Fake herausstellt, da die CIA nur nach dem „White Ghost“ suchen lässt, um eigene Geheimnisse zu vertuschen. Hetty schickt Kensi, um den „White Ghost“ auszuschalten, da sie weiß, dass der Mann, für den dieser Code steht, Kensis Ex-Verlobter Jack Simon ist, der eigentlich auch in keine kriminellen Machenschaften verwickelt ist. Hetty ist sich sicher, dass Kensi niemals abdrücken würde. Da Kensi bei der Suche nach Jack gefangen genommen wurde, reist das Team nach Afghanistan, um sie zu retten. Während Callen und Sam auf der Suche nach Kensi mit Terroristen zusammentreffen, versucht Deeks im Dorf Informationen zu sammeln. Nachdem er ein Bild der (scheinbar) getöteten Kensi gesehen hat, versucht er ihren Standort durch Waterboarding des Vaters eines Terroristen zu erfahren. Er bricht jedoch fast sofort wieder ab und entschuldigt sich bei dem Mann. Später kann er Kensi und Jack durch einen Gefangenenaustausch retten.

## Figuren

### Hauptfiguren

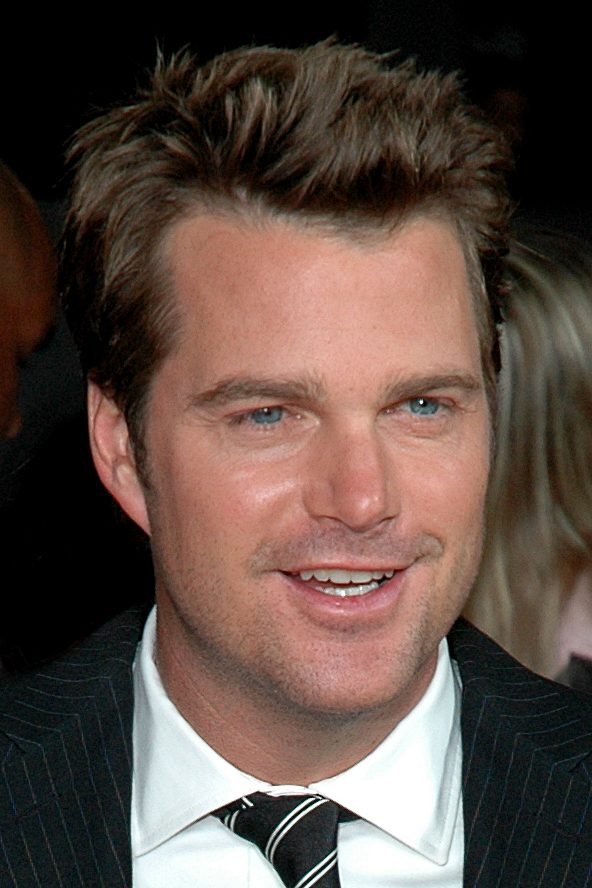
Chris O’Donnell (2008)
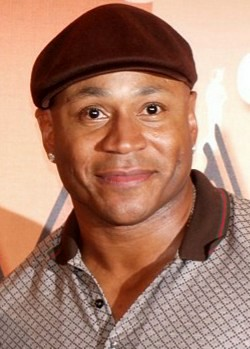
LL Cool J (2010)
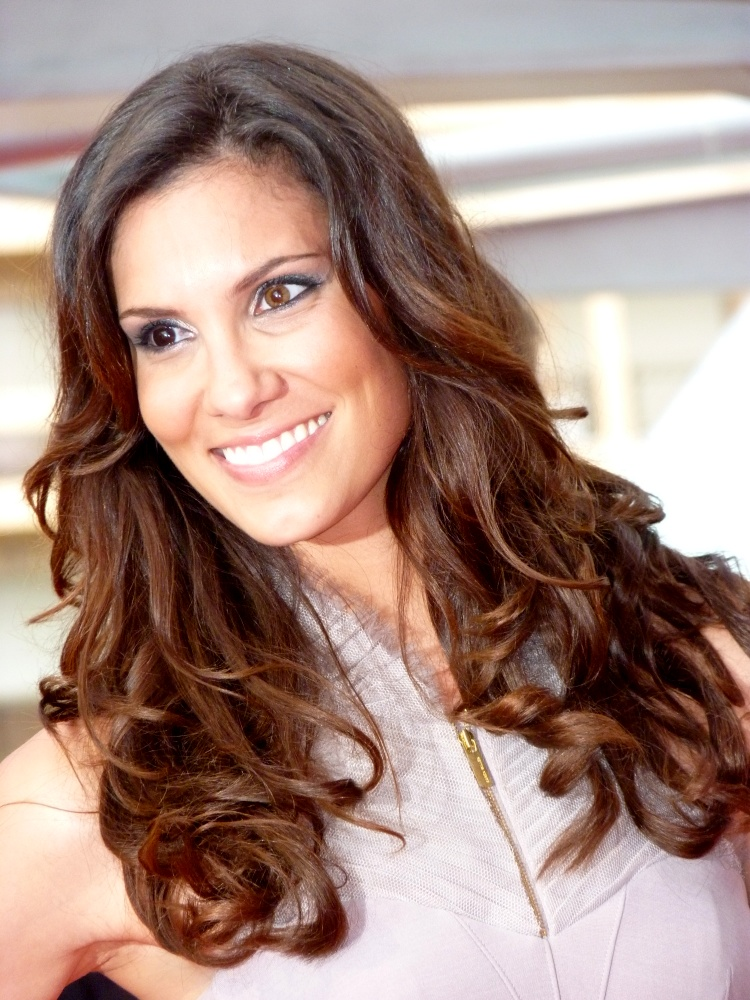
Daniela Ruah (2012)
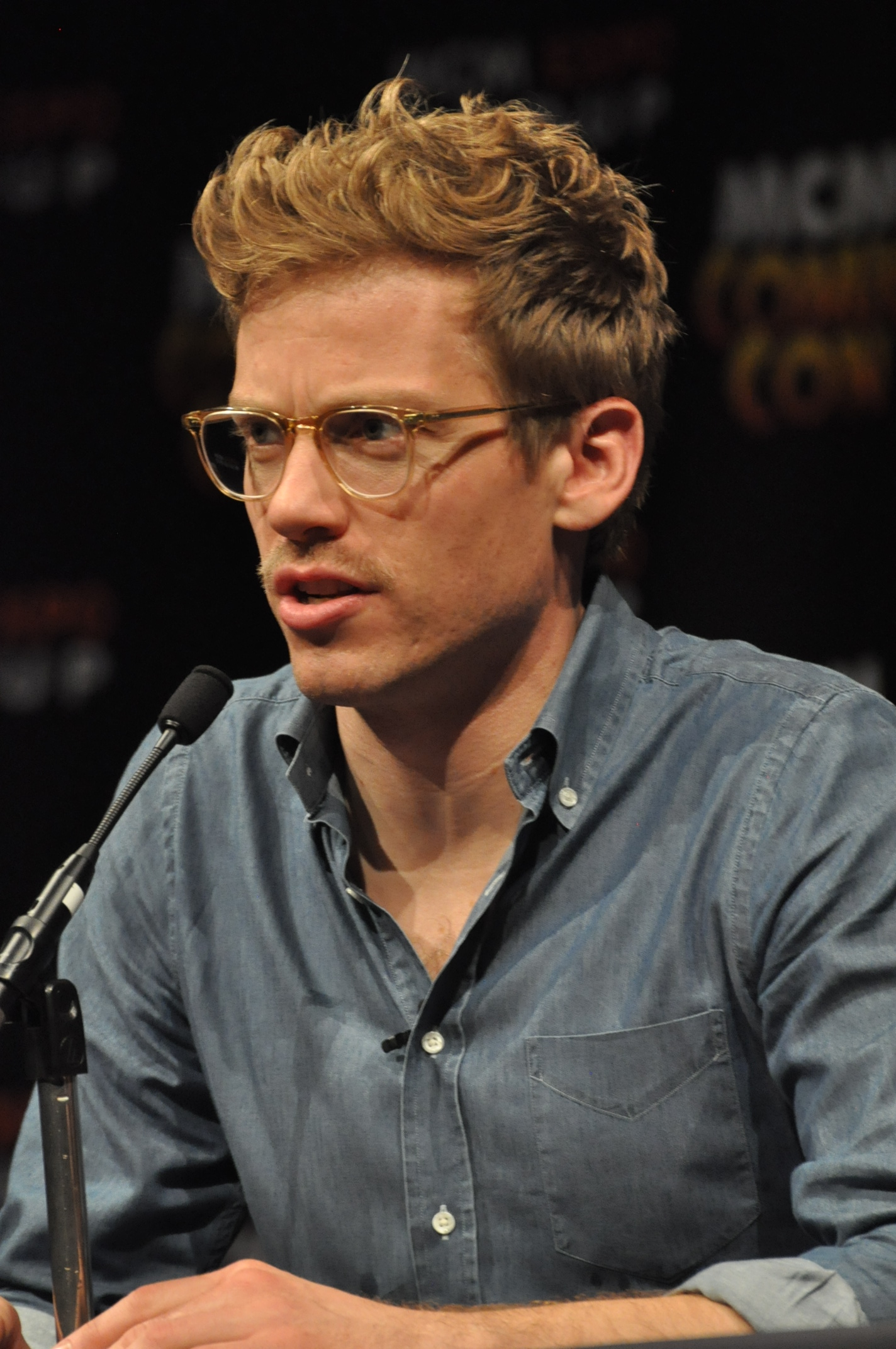
Barrett Foa (2013)
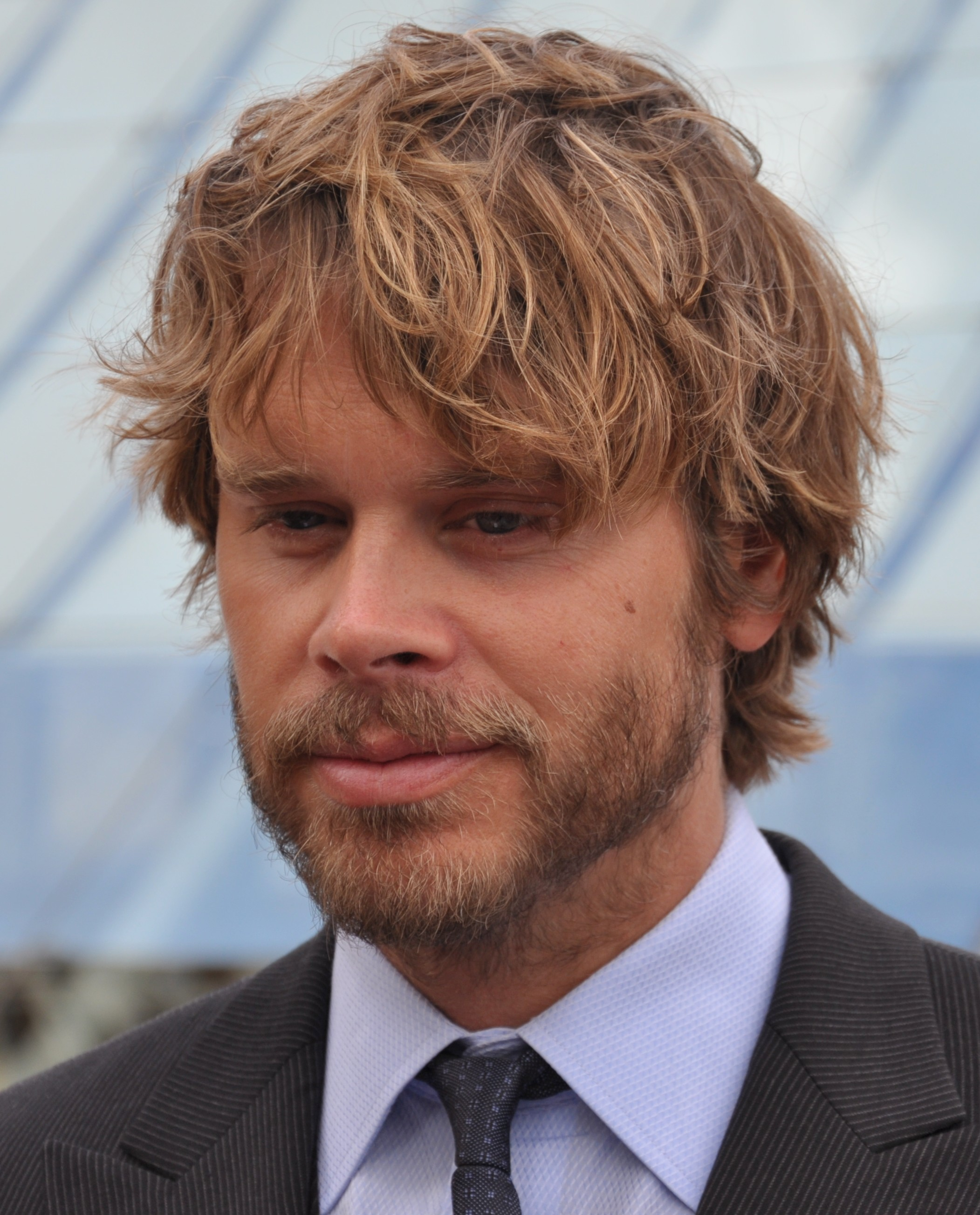
Eric Christian Olsen (2013)
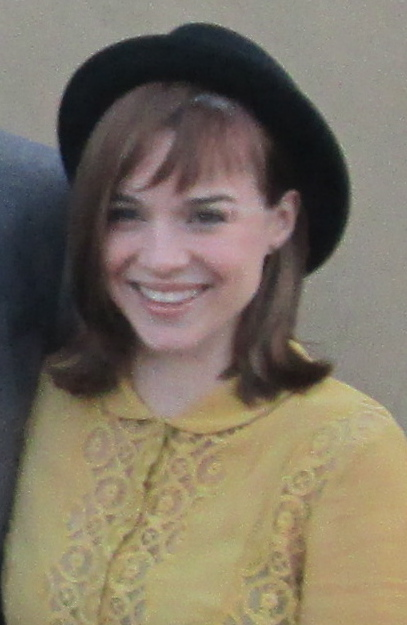
Renée Felice Smith  (2013)
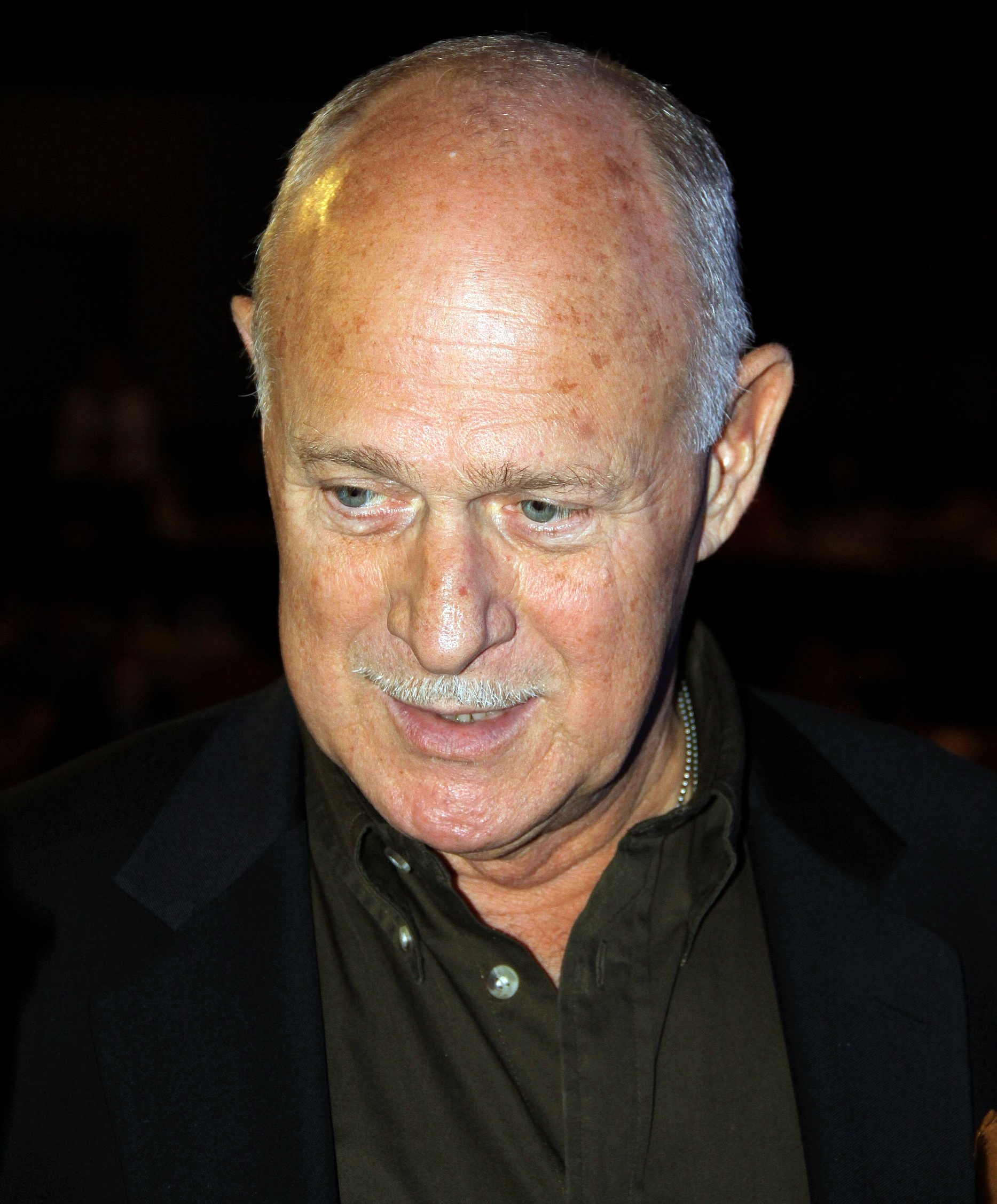
Gerald McRaney (2010)

#### NCIS Special Agent in Charge Grisha „G.“Callen
Da sein voller Name lange nicht bekannt war, wird er von seinen Freunden meist „G“ oder „Callen“ genannt. Er hat eine bewegte Vergangenheit (wurde in Rumänien geboren, besitzt aber jetzt die Staatsbürgerschaft der USA) und arbeitete früher unter anderem für die CIA und das FBI sowie die DEA. Er war in seiner Kindheit in 37 Pflegefamilien. Callen diente einst mit seinem guten Freund Leroy Jethro Gibbs. Es wird bekannt, dass er bereits bei verschiedenen Undercover-Einsätzen auf der ganzen Welt unterwegs war und dadurch unter vielen Identitäten gelebt hat. Callen ist stets auf der Suche nach seiner Vergangenheit, seiner Familie und seinem Vornamen. Im Finale der ersten Staffel erfährt man, dass er eine ältere Schwester namens Amy hatte, die jedoch in jungen Jahren gestorben ist. In Staffel 7, Episode 16 erfährt Callen, dass sein Name Grisha (Abkürzung/Koseform von Grigorij) Alexandrovich Nikolaev lautet. Seine Mutter, die im Dienste der CIA stand, wurde bei einer Familienfehde mit einer kriminellen rumänischen Familie getötet. Agent Callen spricht unter anderem Russisch, Polnisch, Tschechisch, Rumänisch, Deutsch (wenn auch nach eigener Aussage mit österreichischem Akzent), Italienisch, Spanisch, Französisch und Arabisch. Er ist im NCIS-Büro für Special Projects in Los Angeles (OSP = Office for Special Projects) stationiert.

#### NCIS Senior Special Agent Sam Hanna
Sam ist Senior Field Agent. Er ist ein ehemaliger SEAL und lebt noch nach deren Verhaltenskodex. Er ist Partner und ein guter Freund von Callen. Er kümmert sich um Kinder aus sozial schwachen Familien, da er in solch einer Familie aufgewachsen ist. Sein Vater ist der pensionierte Col. Raymond Hanna, der selbst als Marine diente; obwohl Sam eine strenge Erziehung durch seinen Vater erfuhr, stehen sie sich nahe. Ebenso versucht Sam ein väterliches Vorbild für den jungen Agenten Dominic Vail zu sein, dessen spätere Entführung und Tod für Sam Hanna eine schwere Belastung darstellen. Er liest und spricht fließend Arabisch, Japanisch, Spanisch und Koreanisch. Des Weiteren ist er verheiratet und hat einen Sohn und eine Tochter. Später wird bekannt, dass seine Frau Michelle eine ehemalige Agentin der CIA und für besondere Aufträge in den Dienst zurückgekehrt ist.

#### NCIS Special Agent Kensi Blye
Kensi ist NCIS Junior Field Agent. Kensi stammte aus einer Familie von Marines und war daher in ihrer Kindheit jedes Wochenende auf der Camp Pendleton Marine Base. Sie spricht fließend Portugiesisch und Spanisch, liest von den Lippen und kennt den Morse-Code. Ihr Lieblingsfilm ist Titanic, den sie mit ihren Freundinnen sah, als ihr Vater ermordet wurde. Zu ihrem Vater hatte sie ein sehr enges Verhältnis, er hat sie teilweise wie einen Sohn erzogen. Sie versucht in der dritten Staffel seinen Mörder zu finden, was ihr auch gelingt. Es wird bekannt, dass ihr Vater Mitglied in einer Spezialeinheit war und Geheimaufträge erledigte. Zu ihrer Mutter hatte sie jahrelang keinen Kontakt; erst nach der Aufklärung am Mord ihres Vaters nähern sich die beiden wieder an. Kensi ist Einzelkind. Sie war mit einem Marine verlobt, doch nach seiner Rückkehr aus dem Irak erleidet er eine Posttraumatische Belastungsstörung und verschwindet. Während ihres Einsatzes in Afghanistan treffen die beiden sich wieder. Sie erfährt, dass er inzwischen verheiratet ist und eine Tochter hat, seine Frau aber bei einem Drohnenangriff umgekommen sei. In der vierten Staffel verliebt sich Kensi in ihren Partner Deeks. In Staffel 5 verbringen die beiden eine Nacht miteinander. In der Folge Humbug in Staffel 6 gestehen sie sich ihre Gefühle füreinander und liieren sich. In der siebten Staffel ziehen sie zusammen in Deeks Haus und reden über das Heiraten und mögliche gemeinsame Kinder. In der zehnten Staffel heiraten Deeks und Kensi.

#### NCIS Supervisory Special Agent and Operations Manager of the Office Of Special Projects Henrietta „Hetty“ Lange
Hetty ist die Leiterin des Büros. Trotz ihrer kleinen Statur empfinden die anderen Kollegen großen Respekt. Sie hatte viele Begegnungen, Liebschaften und Beziehungen. Ebenso unterhält sie vielfältige Kontakte in die weltweite Politik, welche sie oft helfend einsetzt, um die Fälle ihres Teams voranzubringen. Außerdem ist sie eine passionierte Teetrinkerin und versucht jederzeit, auch die restlichen Mitglieder des Teams auf den Geschmack zu bringen. Sie kleidet sehr gern ihre Kollegen ein. Es wird nie ganz bekannt, wo und in welchen Positionen sie bereits auf der Welt gearbeitet hat; Rückschlüsse auf ihre früheren Tätigkeiten sind allerdings durch verschiedene Situationen möglich. So öffnet sie in einigen Folgen ihren Schreibtisch, wo diverse Ausweise und Führerscheine mit unterschiedlichen Namen sauber sortiert zu sehen sind. Weiterhin trifft sich Hetty mit einem ihrer Kontakte und wird von dieser Person als „Fürstin der Täuschung“ bezeichnet. Sie beherrscht mindestens die Sprachen Deutsch, Rumänisch und Russisch.
Sie war viele Jahre lang im Kalten Krieg als Agentin weltweit im Einsatz. Sie kennt viele alte Feinde und Freunde, wobei die Person auch beides sein kann. Ihre einstigen Gegner zeugen ihr Respekt, aber es wird auch klar, dass sie einige von ihnen getötet hat.

#### NCIS Investigator Martin „Marty“ Deeks
Er ist der ehemalige NCIS/LAPD-Verbindungsoffizier. Nachdem die Verbindungsstelle durch das LAPD eingespart wurde, absolviert er eine Ausbildung an der FLETC und wird NCIS-Agent. Er stößt bei gemeinsamen Undercover-Ermittlungen mit Sam Hanna zusammen. Hetty, die ihn schon lange Zeit beobachtete, erreicht mithilfe ihrer Kontakte, dass er zum NCIS versetzt wird. Gegenüber Callen verrät sie, dass Deeks als neuer Agent zum Team gehören soll. In der ersten Folge der zweiten Staffel wird seine LAPD-Partnerin Jess Traynor ermordet. In Folge 17 der zweiten Staffel wird Deeks vor Dienstbeginn in einem Convenience Shop niedergeschossen, überlebt aber. In derselben Folge erfährt man, dass er aus Notwehr seinen Vater angeschossen hat, als er elf Jahre alt war. In Folge 23 der zweiten Staffel bietet Hetty ihm eine Anstellung beim NCIS an, die er allerdings ablehnt, weil er Polizist ist und das mehr für ihn ist als nur ein Job. Bekannt ist, dass er die spanische Sprache beherrscht. Er verliebt sich während der vierten Staffel in Kensi und gesteht ihr mit einem Kuss seine Gefühle. In der fünften Staffel verbringen beide eine Nacht zusammen. In der elften Folge der sechsten Staffel kommen beide nach einem Kuss auf einer Eisbahn schließlich zusammen. Im Verlauf der siebten Staffel ziehen beide sogar zusammen. In der zehnten Staffel heiraten Deeks und Kensi.

#### NCIS Special Agent Fatima Namazi
Fatima taucht zum ersten Mal in der Mitte der 10. Staffel im Zweiteiler „Niemand ist Sicher“ / „Stadt der Engel“ auf, wo sie dem Team hilft eine Terrorzelle zu verfolgen. Von da an erscheint Namazi regelmäßig und hilft dem OSP-Team bei Fällen, entweder im Einsatzzentrum oder draußen vor Ort, bis sie Anfang der folgenden Staffel nach Afghanistan versetzt wird.
In der Folge „Im Tunnel“ wird sie nach einer fehlgeschlagenen Mission von Aufständischen gefangen genommen und fast hingerichtet, bevor das Team sie rettet. Anschließend wechselt sie zum OSP und wird bis zur folgenden Saison dessen neueste Ergänzung.
Sie ist muslimischen Glaubens und trägt einen Hijab. Sie wollte sich ursprünglich dem Field Office in Washington anschließen, entschied sich dann aber doch in Los Angeles zu bleiben.

#### NCIS Special Agent Devin Roundtree
Devin tritt zum ersten Mal gegen Ende der 11. Staffel in „Allein auf der Flucht“ als FBI-Agent auf, der verdeckt auf das OSP-Team trifft, währenddessen er entdeckt, dass mehrere seiner Kollegen korrupt geworden sind. Anschließend nimmt er, nach etwas Bedenkzeit, das Angebot von Sam an, sich dem Team anzuschließen. Nachdem er gegen Ende der Saison einige Fälle bearbeitet hat, schließt er das FLETC-Training ab und tritt dem OSP zu Beginn der 12. Saison bei und wird dessen jüngster Neuzugang.

#### Hollace Killbride
Kilbride ist ein Admiral im Ruhestand der United States Navy, der ein langjähriger Freund von Henrietta „Hetty“ Lang ist. In Staffel 13 übernimmt Kilbride von Hetty, nachdem sie einen Auftrag angetreten hat. In einer Episode enthüllt er Roundtree einige seiner Hintergründe. Als Kind hatte er japanisch-amerikanische Nachbarn namens Sakamoto, die in einem Kriegsgefangenenlager festgehalten wurden. Kilbrides Eltern waren von Rassismus angewidert und beschützten das Haus der Sakamotos zwei Jahre lang.
Kensi gegenüber enthüllt er, dass er einen Sohn hat. Einige Zeit später erzählt er Deeks, dass er und sein Sohn sich entfremdet haben, nachdem sie seit einem Jahrzehnt nicht miteinander gesprochen haben. Er beginnt darüber nachzudenken, mit seinem Sohn zu reden, nachdem Deeks sein Verhältnis zu seinem verstorbenen Vater offenbart hat.

### Ehemalige Charaktere

#### Penelope „Nell“ Jones
Sie ist Nachrichtenanalystin und Erics Partnerin im NCIS-Büro. Sie trägt bei Außeneinsätzen eine Waffe (siehe 2.06 und 3.17), wenngleich sie keine Agentin ist. Außerdem ist sie hochintelligent, verrät aber die genaue Zahl ihres IQs nicht. Sie ist bereits seit mehreren Jahren mit Nate Getz befreundet, doch die genaue Beziehung der beiden ist noch nicht geklärt. Er ist außerdem der Erste, der bemerkt, dass Nell Gefühle für Eric hat, die über reine Freundschaft hinausgehen.
Des Weiteren mag sie Blumen und Football und wurde von ihrer kleinen Schwester auf einer Online-Datingplattform angemeldet. Im Laufe der fünften Staffel ist sie an der Seite von Deeks öfter im Außeneinsatz und gerät dabei immer wieder in Schwierigkeiten, was Eric sehr missfällt. In der achten Staffel wird ihr voller Name, Penelope, verraten. Außerdem hat sie eine große Schwester namens Sydney.
Im Staffelfinale der zwölften Staffel zieht sie gemeinsam mit Eric nach Japan und beide verlassen die Serie.
Sie ist immer sehr feminin gekleidet und trägt an ihrem gewöhnlichen Aufenthaltsort, der klimatisierten NCIS-Zentrale, faktisch immer Kleider oder Röcke und dazu grundsätzlich blickdichte Strumpfhosen.

#### Nate „Doc“ Getz
Er war der Psychologe der Einheit, erstellt Profile der Verdächtigen und stand den Mitgliedern des Teams mit psychologischem Rat zur Seite. Er weiß, wie man Banjo und Mundharmonika spielt. Außerdem hört er gerne Jazz. Er machte oft viele Überstunden, weshalb er auch schon von Hetty darauf angesprochen wurde. In der dritten Folge der zweiten Staffel geht er freiwillig nach Kabul, um den Menschen dort zu helfen. In Folge 2.14 wird bekannt, dass er dort versucht hat, die Terrorzelle „Warriors for Islam“ aufzuspüren. Im Verlauf der Folge arbeitet er wieder mit dem Team zusammen, da ihn eine Spur ins Oakville-Gefängnis (USA) führte. Außerdem wird bekannt, dass er Nell Jones schon länger kennt, obwohl er vor ihrer Zeit das Team verließ. In Folge 2.18 wird bekannt, dass er im Jemen stationiert ist, um den Anführer der „Warriors for Islam“ im Auge zu behalten.

#### Eric Beale
Er ist der Computerexperte und Technikfreak der Abteilung und die wichtigste Verbindung zwischen seinen Kollegen im Einsatz und der Zentrale. So manipuliert er oft Verkehrskameras und dringt in Netzwerke und Satelliten ein, um einen Vorteil für die Agenten zu gewinnen. Er ist mit Abigail „Abby“ Sciuto vom NCIS in Washington, D.C. befreundet und beherrscht wie sie die Gebärdensprache. Zu seinen Hobbys zählt das Surfen. Ins Büro kommt er ausschließlich in kurzen Hosen und Flip-Flops. Bei Außeneinsätzen des Teams ist er nur sehr selten dabei. In der Folge 2x09 behauptet er, zur Hälfte Deutscher zu sein. Im Finale der 12. Staffel erfährt man, dass er nun Milliardär geworden ist und an seiner Technologie weiter arbeiten will, an der er schon in Staffel 11 gearbeitet hat. Er bittet Nell ihn nach Tokio zu begleiten. Beide verlassen zum Staffelfinale die Serie und ziehen nach Japan.

#### Owen Granger
Granger ist der Assistant Director vor Ort und überwacht das Team von Hetty. Er maßregelt Einsätze und gibt Anweisungen, die das Team nur widerwillig ausführt. Des Weiteren deutet er oft an, dass die „Henrietta-Lange-Zeit“ bald vorbei sei. Jedoch lässt er auch bei einigen Einsätzen seine Sympathie für Hetty Lange und ihr Team durchblicken und nimmt auch gelegentlich selbst an Außeneinsätzen teil. In Folge 16 der achten Staffel verschwindet Owen Granger heimlich aus dem Krankenhaus und hinterlässt Hetty einen Abschiedsbrief, der seinen Tod andeutet.

#### Lara Macy
Senior Special Agent. Sie war im Backdoor-Pilot Leiterin des Teams, wurde aber für die Serie durch Hetty Lange ersetzt. Sie war ein ehemaliger Marine Corps Military Police Officer und untersuchte den Mord an einem mexikanischen Drogendealer, der Gibbs' Familie getötet hatte. Leroy Jethro Gibbs wurde damals verdächtigt. In Folge 23 der siebten Staffel aus Navy CIS wird ihre Leiche verbrannt aufgefunden.

#### Dominic Vail
Vail kam als NCIS Junior Special Agent neu ins Team und verschwand in Folge 13 der ersten Staffel. Er wurde von mehreren unbekannten Entführern gefangen genommen. Später bekennt sich eine islamistische Terrorzelle zu seiner Entführung und fordert die Freilassung eines gefangenen Terroristen. Auf der Flucht vor seinen Entführern wird er auf dem Dach eines ehemaligen Kinos in L.A. erschossen. Er stirbt in den Armen seiner Kollegen Callen und Sam.

#### Lauren Hunter
Special Agent Hunter war Leiterin des OSP während Hettys Abwesenheit. Sie wird von Hetty am Ende von Staffel 2 eingesetzt und vertritt diese, bis Hetty in Staffel 3 zurückkehrt. Später stirbt sie bei der Zündung einer Autobombe durch das Chamäleon.
Außerdem wird bekannt, dass ihre Vergangenheit der von Callen gleicht, da beide Waisenkinder waren und beide von Hetty „rekrutiert“ wurden.

#### Shay Mosley
Mosley folgt auf Owen Granger zu Beginn von Staffel 9. Sie bringt Special Agent Harley Hidoko mit nach Los Angeles. In Staffel 10 Folge 6 verschwindet sie nach der Ermordung eines Auftragsmörders von der Bildfläche.

## Besetzung und Synchronisation
Die Serie wurde bei der Arena Synchron GmbH in Berlin synchronisiert. Martin Keßler und Robin Kahnmeyer schrieben die Dialogbücher und führten die Dialogregie. Ab Staffel 8 übernahm Kahnmeyer beide Aufgaben alleine.
| Rollenname                                                    | Schauspieler         | Bild | Hauptrolle (Episoden) | Nebenrolle (Episoden)                | Synchronsprecher                                                                                               |
| ------------------------------------------------------------- | -------------------- | ---- | --------------------- | ------------------------------------ | --- |
| NCIS Special Agent G. Callen (Grisha Aleksandrovich Nikolaev) | Chris O’Donnell      |      | 1.01–14.21            |                                      | Sven Hasper |
| NCIS Special Agent Sam Hanna                                  | LL Cool J            |      | 1.01–14.21            |                                      | Sascha Rotermund                                                                                               |
| NCIS Special Agent Kensi Marie Blye                           | Daniela Ruah         |      | 1.01–14.21            |                                      | Natascha Geisler                                                                                               |
| Operational Psychologist Nate „Doc“ Getz                      | Peter Cambor         |      | 1.01–1.24             | 2.01–8.16, 13.11, 13.16–13.17, 14.21 | Björn Schalla                                                                                                  |
| NCIS Junior Special Agent Dominic Vail                        | Adam Jamal Craig     |      | 1.01–1.12             | 1.21                                 | Marcel Collé                                                                                                   |
| NCIS Department Manager Henrietta „Hetty“ Lange               | Linda Hunt           |      | 1.02–12.18            | 1.01, 13.01, 14.21 (nur Stimme)      | Evelyn Gressmann (1.01–9.14) Isabella Grothe (9.15–13.01, 14.21)                                               |
| NCIS Technical Operator Eric Beale                            | Barrett Foa          |      | 1.13–12.18            | 1.01–1.12                            | Tobias Nath |
| NCIS Investigator Martin „Marty“ Deeks                        | Eric Christian Olsen |      | 2.01–14.21            | 1.19–1.20                            | Robin Kahnmeyer                                                                                                |
| NCIS Intelligence Analyst Penelope „Nell“ Jones               | Renée Felice Smith   |      | 2.11–12.18            | 2.04–2.10, 14.21                     | Luisa Wietzorek (2.04–2.06) Kaya Marie Möller (2.07–10.11, 10.16–12.18, 14.21) Lydia Morgenstern (10.12–10.15) |
| NCIS Assistant Director Owen Granger                          | Miguel Ferrer        |      | 5.01–8.16             | 3.12–4.24                            | Lutz Mackensy                                                                                                  |
| NCIS Executive Assistant Director Shay Mosley                 | Nia Long             |      | 9.01–10.06            |                                      | Melanie Pukaß                                                                                                  |
| NCIS Special Agent Fatima Namazi                              | Medalion Rahimi      |      | 11.16–14.21           | 10.14–11.07                          | Anna Gamburg (10.14–12.18) Sarah Alles (13.01–14.21)                                                           |
| NCIS Junior Special Agent Devin Roundtree                     | Caleb Castille       |      | 12.01–14.21           | 11.17–11.22                          | Roman Wolko |
| Retired Navy Admiral Hollace Kilbride                         | Gerald McRaney       |      | 13.01–14.21           | 6.04–12.18                           | Uli Krohm (6.04–9.24) Kaspar Eichel (10.01–14.21)                                                              |

Anmerkungen:
1. ↑  Wird in der kompletten 10. Staffel als Hauptdarstellerin geführt obwohl sie nur in wenigen Folgen auftritt.
2. ↑  Miguel Ferrer verstarb während der Dreharbeiten der 8. Staffel. In Folge 8x16 tritt er das letzte mal in Erscheinung, wird jedoch bis zum Ende der Staffel als Hauptdarsteller geführt.
3. ↑  Unregelmäßige Auftritte innerhalb dieser Episoden

### Nebenbesetzung
Zur Nebenbesetzung zählen wichtige Rollen, die in mindestens zwei Episoden auftreten (zugehörige Staffeln in Klammern angegeben):
| Backdoor-Pilot: - Louise Lombard als Department Manager/Special Agent in Charge Lara Macy (Backdoor-Pilot) (Ab) Staffel 1: - Rocky Carroll als Director Leon Vance (1–3, 6) - Kathleen Rose Perkins als Coroner Rose Carlyle (1–4) - Vyto Ruginis als Arkady Kolcheck (1–14) - Brian Avers als Special Agent Mike Renko (1–3) - Jeronimo Spinx als Special Agent Thompson (1–?) - Matthew Grant Godbey als Detective Dan Evans (1–3, 5, 8) (Ab) Staffel 2: - Jürgen Prochnow als Matthias Draeger (2, 6) - Claire Forlani als Special Agent Lauren Hunter (2–3) (Ab) Staffel 3: - Anslem Richardson als Tahir Khaled (3–8) - Ella Thomas als Jada Khaled (3–?) - Douglas Weston als Alex Elmslie (3–?) - Layla Crawford als Kamran Hanna; Tochter von Sam Hanna (3–14) - Laura Harring als Julia Feldman; Mutter von Kensi Blye (3–14) - Christopher Lambert als Marcel Janvier (3–5) - Erik Palladino als CIA Officer Vostanik Sabatino (3–5, 7–8, 10–14) (Ab) Staffel 4: - Aunjanue Ellis als Michelle Hanna; Ehefrau von Sam Hanna (4–8) (Ab) Staffel 5: - Elizabeth Bogush als Joelle Taylor; Ex-Freundin von Grisha Callen (5–13) - Mercedes Mason als Talia Del Campo (5–7, 10, 13) - Geoff Brown als Special Agent Vince Jones (5–6) (Ab) Staffel 6: - Tye White als Aiden Hanna; Sohn von Sam Hanna (6–14) - Adam Bartley als Carl Brown (6–8) - Bar Paly als Anastasia „Anna“ Kolcheck; ATF Agent und Freundin von Grisha Callen (6–14) - Daniel J. Travanti als Nikita Aleksandr Reznikov / Garrison, vermeintlicher Vater von Grisha Callen (6–10) (Ab) Staffel 7: - Karina Logue als Detective Ellen Whiting (7–14) - Pamela Reed als Roberta Deeks; Mutter von Marty Deeks (7–14) - Malese Jow als Jennifer Kim; Tochter von Owen Granger (7, 9, 11) (Ab) Staffel 8: - Jackson Hurst als Corbin Duggan (8) - Kurt Yaeger als CIA Officer Ferris (8) - James Remar als Admiral Sterling Bridges (8–9) - John M. Jackson als A. J. Chegwidden (8–9) (Ab) Staffel 9: - Andrea Bordeaux als Special Agent Harley Hidoko (9) - Jeff Kober als Harris Keane (9–10, 13) (Ab) Staffel 10: - Esai Morales als Deputy Director Louis Ochoa (10) - Peter Jacobson als John Rogers (10–11) - David James Elliott als Harmon Rabb Jr. (10–11) - Catherine Bell als Sarah MacKenzie (10–11) Ab Staffel 13: - Olesya Rulin als Zasha Gagarin (13) - Duncan Campbell als NCIS Special Agent Castor (13–14) - Briana Marin als NCIS Supervisory Special Agent Aliyah de Léon (13) |

## Produktion

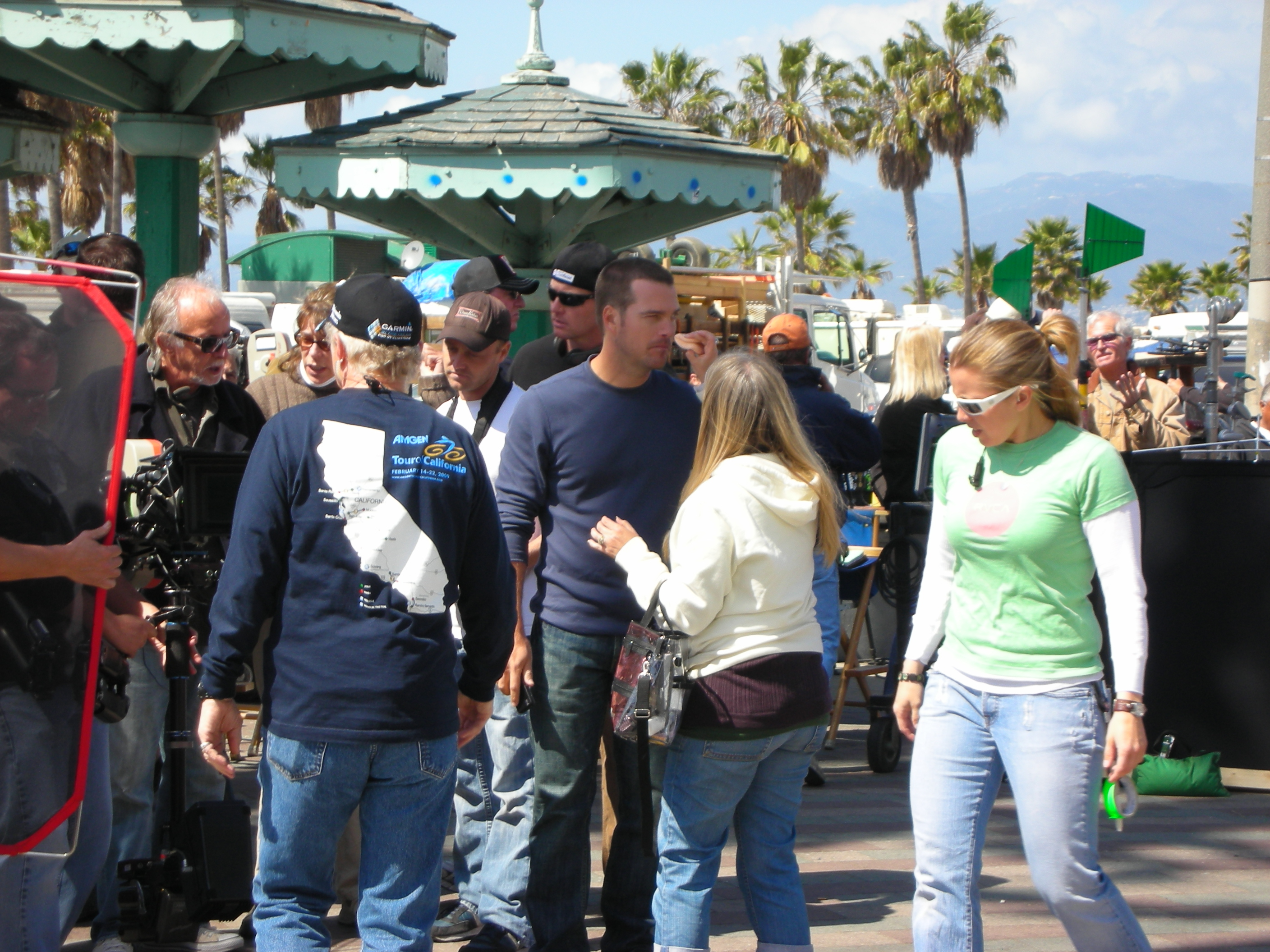
Während der Dreharbeiten zum Backdoor-Pilot 2009

Die Dreharbeiten begannen im Februar 2009. Die Charaktere wurden in der NCIS-Doppelfolge Legende vorgestellt und eingeführt. Diese Episoden waren ein sogenannter Backdoor-Pilot für die Serie, vergleichbar mit der Hauptserie NCIS, die ihren Backdoor-Pilot in der Serie JAG – Im Auftrag der Ehre mit zwei Episoden hatte. Während die Serie im Januar 2010 um eine zweite Staffel verlängert wurde, gab CBS im Mai 2011 die Produktion einer dritten Staffel in Auftrag. Eine vierte Staffel wurde darüber hinaus im März 2012 angekündigt. Am 27. März 2013 verlängerte CBS die Serie um eine fünfte Staffel.
Im März 2013 wurde in einer Doppelfolge, Folgen 18 und 19 der vierten Staffel, ein weiteres NCIS-Team vorgestellt, das für ein neues Spin-off dienen sollte. Jedoch wurde später diesem eine Absage erteilt.

### Stil und Episodenaufbau
Allgemein lässt sich eine große Ähnlichkeit zum Mutterformat erkennen. Dies wird vor allem durch die Nutzung eines Stilelements ersehen, welches zur Trennung einer Folge in einzelne Kapitel führt. Bei Navy CIS wird dies durch je ein Schwarz-Weiß-Bild, welches zumeist einfriert und von einem dumpfen Geräusch begleitet wird, das Ende eines Kapitels dargestellt, während wenige Sekunden darauf ein weiteres Bild des nächsten Kapitels erscheint, mit dem selbiges geschieht.
Im Ableger Navy CIS: LA wird eine Kapiteleinteilung ebenfalls durch Schwarz-Weiß-Bilder gezeigt. Hier gibt es jedoch mehrere, schnell aufeinander gezeigte Bilder, die aussehen, als wären sie von einer Spiegelreflexkamera aufgenommen worden. Der Ton des zurückklappenden Spiegels komplettiert die audio-visuelle Trennung.

## Ausstrahlung und Reichweite

### Vereinigte Staaten
Am 28. April und am 5. Mai 2009 wurde auf dem US-Sender CBS in einer Doppelfolge von Navy CIS das Team vorgestellt. Seit dem 22. September 2009 wird NCIS: Los Angeles auf dem Sendeplatz hinter Navy CIS ausgestrahlt. Die erste Folge der Serie erreichte in den USA 18 Millionen Zuschauer. Die zweite Staffel startete am 21. September 2010 mit einer Doppelfolge und endete am 17. Mai 2011. Die dritte Staffel wird seit dem 20. September 2011 ausgestrahlt.
Im März 2012 verlängerte CBS die Serie um eine vierte Staffel, die vom 25. September 2012 bis zum 14. Mai 2013 ausgestrahlt wurde. Die Ausstrahlung der fünften Staffel begann am 24. September 2013 und endete am 13. Mai 2014. Die Ausstrahlung der sechsten Staffel erfolgte vom 29. September 2014 bis zum 18. Mai 2015.
Die siebte Staffel der Serie wurde seit dem 21. September 2015 auf CBS erstausgestrahlt. Aufgrund der Terroranschläge am 13. November 2015 in Paris wurde die für den 16. November vorgesehene Folge Defectors, deren Handlung ISIS-Terroristen beinhaltet, ausgesetzt und durch die ursprünglich für Dezember geplante Folge The Long Goodbye ersetzt.

### Deutschland
Die höchste Zuschauerzahl wurde mit 3,90 Millionen Zuschauern am 23. Februar 2014 auf Sat.1 gemessen.
Es lief die Episode Fallout (Staffel 5, Episode 8).
| Staffel | Episoden | Sendezeitraum            | Einschaltquoten              | Einschaltquoten            | Einschaltquoten               | Einschaltquoten             | Quelle |
| Staffel | Episoden | Sendezeitraum            | Reichweite (ab 3 J. in Mio.) | Marktanteil (ab 3 J. in %) | Reichweite (14–49 J. in Mio.) | Marktanteil (14–49 J. in %) | Quelle |
| ------- | -------- | ------------------------ | ---------------------------- | -------------------------- | ----------------------------- | --------------------------- | ------ |
| 1       | 24       | Juli bis Dezember 2010   | ⌀ 2,08 Mio.                  | ⌀ 7,6 %                    | ⌀ 1,10 Mio.                   | ⌀ 11,2 %                    | [ 22 ] |
| 2       | 5        | Januar bis Februar 2011  | ⌀ 2,34 Mio.                  | ⌀ 7,6 %                    | ⌀ 1,19 Mio.                   | ⌀ 10,0 %                    | [ 23 ] |
| 2       | 19       | August bis November 2011 | ⌀ 2,34 Mio.                  | ⌀ 7,6 %                    | ⌀ 1,19 Mio.                   | ⌀ 10,0 %                    | [ 23 ] |
| 3       | 13       | Februar bis Mai 2012     | ⌀ 2,36 Mio.                  | ⌀ 9,2 %                    | ⌀ 1,17 Mio.                   | ⌀ 10,7 %                    | [ 24 ] |
| 3       | 11       | Juli bis September 2012  | ⌀ 2,36 Mio.                  | ⌀ 9,2 %                    | ⌀ 1,17 Mio.                   | ⌀ 10,7 %                    | [ 24 ] |
| 4       | 11       | April bis Juni 2013      | ⌀ 2,69 Mio.                  | ⌀ 8,4 %                    | ⌀ 1,41 Mio.                   | ⌀ 11,0 %                    | [ 25 ] |
| 4       | 13       | August bis November 2013 | ⌀ 2,69 Mio.                  | ⌀ 8,4 %                    | ⌀ 1,41 Mio.                   | ⌀ 11,0 %                    | [ 25 ] |
| 5       | 13       | Januar bis März 2014     | ⌀ 2,54 Mio.                  | ⌀ 9,5 %                    | ⌀ 1,28 Mio.                   | ⌀ 11,9 %                    | [ 21 ] |
| 5       | 11       | August bis November 2014 |                              |                            |                               |                             |        |
| 6       | 13       | Januar bis März 2015     | ⌀ 3,04 Mio.                  | ⌀ 8,7 %                    | ⌀ 1,51 Mio.                   | ⌀ 11,2 %                    | [ 26 ] |
| 6       | 11       | August bis November 2015 |                              |                            |                               |                             |        |
| 7       | 9        | April bis Juni 2016      | ⌀ 2,26 Mio.                  | ⌀ 7,0 %                    | ⌀ 0,99 Mio.                   | ⌀ 8,4 %                     | [ 27 ] |
| 7       | 15       | Juli bis Oktober 2016    | ⌀ 2,26 Mio.                  | ⌀ 7,0 %                    | ⌀ 0,99 Mio.                   | ⌀ 8,4 %                     | [ 27 ] |

Im deutschen Free-TV läuft die Serie seit dem 24. Juli 2010 beim Privatsender Sat.1. Doch erstmals waren die Protagonisten des Spin-offs in Deutschland am 25. Oktober 2009 und am 1. November 2009 in der Serie Navy CIS zu sehen, in der serienübergreifenden Episode Legende (Teile 1 und 2).
Sat.1 strahlte die reguläre erste Staffel sowie die ersten fünf Episoden der zweiten Staffel hintereinander vom 24. Juli 2010 bis zum 5. Februar 2011 (mit einer kurzen Unterbrechung zwischen den Staffeln) immer samstags aus, wobei die ersten vier Folgen in Doppelfolgen ausgestrahlt wurden. Sat.1 beendete die zweite Staffel mit der fünften Folge auf Grund schlechter Quoten.
Am 11. August 2011 wechselte Sat.1 den Sendeplatz und setzte die Ausstrahlung der zweiten Staffel am Donnerstag im Rahmen des „Super-Serien-Donnerstags“ fort. Zum Start sowie nach einer einwöchigen Pause im November wurden die Episoden in Doppelfolgen ausgestrahlt. Die ersten dreizehn Episoden der dritten Staffel wurden ebenfalls am Donnerstag ausgestrahlt, doch zu einer späteren Uhrzeit.
Seit der Ausstrahlung der restlichen Episoden der dritten Staffel ab dem 8. Juli 2012 wird die Serie im Rahmen des „Super-Serien-Sonntags“ immer sonntags nach dem Mutterformat Navy CIS ausgestrahlt. Ausnahme war die Erstausstrahlung der ersten dreizehn Folgen der fünften Staffel. Diese wurden eine Stunde später ausgestrahlt. Am 26. August 2012 tauschten die beiden Serien Hawaii Five-0 und Navy CIS: L.A. einmalig den Sendeplatz, da das Serien-Crossover Das Spiel mit dem Tod mit dem ersten Teil in Hawaii Five-0 und mit dem zweiten Teil in Navy CIS: L.A. hintereinander ausgestrahlt wurde.
Die Erstausstrahlung einer Staffel beginnt seit 2011 entweder im Januar oder Februar (Ausnahmen 2013 und 2016: im April). Nach einer Sommerpause endet die Erstausstrahlung der Staffel meistens im September oder November. Nebenbei werden seit 2013 ältere Folgen auf kabel eins wiederholt. Seit dem 3. April 2016 strahlt Sat.1 die siebte Staffel aus.
Im deutschen Pay-TV läuft die Serie seit 2011 beim Sender 13th Street.

### Österreich
In Österreich strahlt der Sender ORF eins Navy CIS: L.A. seit dem 25. Juli 2010 aus.
Die zweite Staffel war seit dem 9. Januar 2011 zu sehen, die Folgen 6 bis 10 in deutschsprachiger Erstausstrahlung. Diese endete nach einer langen Unterbrechung am 22. September 2013. Vom 7. September 2014 bis zum 5. Februar 2015 wurde die dritte Staffel ausgestrahlt. Die vierte Staffel wurde ab dem 26. Februar 2015 ausgestrahlt.

### Schweiz
In der Schweiz wird die Serie seit dem 16. August 2010 auf dem Sender 3+ ausgestrahlt. Nebenbei lief von 2010 bis 2012 die Serie ebenfalls auf HD suisse. Die Serie wird dort unter dem Namen NCIS – Los Angeles vermarktet.

## Hintergrund
- Louise Lombard, die im Backdoor-Pilot Department-Manager und Special Agent Lara Macy spielte, wurde nicht in die Besetzung der Serie übernommen.
- Shane Brennan, der Produzent von Navy CIS und Navy CIS: L.A., kündigte an, dass es Crossover-Episoden geben wird. Als Beispiel nannte er einen Handlungsstrang mit Abigail Sciuto, der in Los Angeles beginnt und in Washington, D.C., dem Schauplatz von NCIS, endet.[35]
- Sat.1 wählte mit dem Namen Navy CIS: L.A. wie schon in der Hauptserie Navy CIS einen gegenüber dem Original abweichenden falschen Titel, das „N“ in „NCIS“ steht im Original für „Naval“ und nicht für „Navy“.

## Kritik
- Nina Rehfeld schrieb in der FAZ: „Der Kontrast zwischen dem unbedarften Schwerenöter (DiNozzo) und seinem lakonischen Boss (Gibbs) fehlt ebenso wie der lässige Sarkasmus, der den Unterhaltungswert von ‚Navy CIS‘ ausmacht. ‚NCIS: L.A.‘ ist solide Krimiunterhaltung, zeigt aber vor allem, was die Zuschauer am Original haben.“[36]
- Für Hollywoodreporter.com schrieb Barry Garron: „‘NCIS: L.A.’, like its parent, relies on a sturdy, mostly youthful cast, sporadic action, and sprightly dialogue. It courts younger-adult male viewers […]. Chances are, it will enjoy some serious audience flow. Also, a similar dearth of Emmy noms.“ (deutsch: „‚NCIS: L.A.‘ baut, wie das Mutterformat, auf robuste, größtenteils junge Darsteller, vereinzelte Action und lebhafte Dialoge. Die Serie buhlt um junge, männliche Zuschauer […]. Es scheint wahrscheinlich, dass die Serie stark vom Audience Flow [durch NCIS] profitieren wird. Ein ähnlicher Mangel an Emmy-Nominierungen ist zu erwarten.“)[37] Außerdem schrieb Garron: „[…]‘NCIS: L.A.’ is little more than an updated version of ‘The A-Team’ of the 1980s, with more high-tech gadgetry and fewer explosions.“ (Deutsch: „[…] ‘NCIS: L.A.’ ist kaum mehr als eine erneuerte Version von ‘Das A-Team’ der 80er Jahre, mit mehr High-Tech-Spielzeug und weniger Explosionen.“)[37]

## DVD-Veröffentlichung
In den USA:
1. Staffel 1 erschien am 31. August 2010.
2. Staffel 2 erschien am 23. August 2011.
3. Staffel 3 erschien am 21. August 2012.
4. Staffel 4 erschien am 20. August 2013.
5. Staffel 5 erschien am 19. August 2014.

In Deutschland:
1. Staffel 1 erschien in zwei Teilen am 31. März 2011.
2. Staffel 2 erschien in zwei Teilen am 8. März 2012.
3. Staffel 3 erschien in zwei Teilen am 7. März 2013.
4. Staffel 4 erschien in zwei Teilen am 8. Mai 2014.
5. Staffel 5 erschien in zwei Teilen am 2. April 2015.
6. Staffel 6 erschien als Komplettbox am 7. April 2016.
7. Staffel 7 erschien als Komplettbox am 13. April 2017.
8. Staffel 8 erschien als Komplettbox am 12. April 2018.
9. Staffel 9 erschien als Komplettbox am 11. April 2019
10. Staffel 10 erschien als Komplettbox am 9. April 2020
11. Staffel 11 erschien als Komplettbox am 10. Juni 2021
12. Staffel 12 erschien als Komplettbox am 25. April 2024
13. Staffel 13 erschien als Komplettbox am 26. Juni 2025
14. Staffel 14 erscheint als Komplettbox am 11. September 2025